# Unterseeboot type U 57
Le Unterseeboot type U 57 est une classe de sous-marins (Unterseeboot) moyens de la Kaiserliche Marine durant la Première Guerre mondiale. Au total, 12 unités de cette classe ont été construites. Ils ont été en service de 1916 à 1918. Sept d’entre eux ont été coulés pendant la guerre, les autres ont été remis aux puissances victorieuses (France et Grande-Bretagne) après la guerre.

## Construction
Les sous-marins de la type U 57 étaient une version améliorée du type U 27, construits en deux séries par le chantier naval allemand AG Weser à Brême. Le temps d’immersion était réduit à 49 à 52 secondes. Au total, douze sous-marins de ce type ont été construits.

## Conception
Les sous-marins avaient une conception à double coque. L’armement de base des sous-marins U-58 à U-60 se composait de deux canons de 8,8 cm SK L/30 et de quatre tubes lance-torpilles de 50 cm (deux à l’avant et deux à l’arrière) avec une réserve de sept torpilles. Le système de propulsion se composait de deux moteurs Diesel MAN à 6 cylindres d’une puissance de 1800 ch et de deux moteurs électriques SSW d’une puissance de 1200 ch, entraînant deux hélices. La vitesse maximale était de 14,7 nœuds en surface et de 8,4 nœuds sous la surface. Le rayon d'action était de 7730 milles marins à 8 nœuds en surface et de 55 milles marins à 5 nœuds sous l’eau. La profondeur opérationnelle de la plongée atteignait 50 mètres.

## Modifications
Le sous-marin U-60 était équipé de moteurs Diesel plus puissants (2400 ch), grâce auxquels sa vitesse en surface est passée à 16,5 nœuds. Les sous-marins U-60 à U-62 transportaient plus de carburant, augmentant leur autonomie à 8600 milles marins, mais réduisant en même temps leur autonomie en plongée à 49 milles marins. Les deux derniers sous-marins de la première série (U-61 et U-62) et les six sous-marins de la deuxième série ont reçu pendant la construction un canon de 10,5 cm SK L/45 au lieu des deux canons de 8,8 cm. Pendant la guerre, les sous-marins plus anciens de ce type ont également été réarmés avec le canon de 10,5 cm. De plus, tous les sous-marins de la deuxième série transportaient une réserve de torpilles portée à 10 ou 12 torpilles.

## Unités de la classe U 57[2]
| Nom   | Chantier naval  | Pose de la quille | Lancement       | Mise en service | Destin                                                                                            |
| ----- | --------------- | ----------------- | --------------- | --------------- | ------------------------------------------------------------------------------------------------- |
| U-57  | AG Weser, Brême | 1914              | 29 avril 1916   | juillet 1916    | Remis à la France en 1918.                                                                        |
| U-58  | AG Weser, Brême | 1914              | 31 mai 1916     | août 1916       | Coulé le 17 novembre 1917 dans la baie de Bristol par le destroyer américain USS Fanning (DD-37). |
| U-59  | AG Weser, Brême | 1914              | 20 juin 1916    | septembre 1916  | Coulé le 14 mai 1917 par une mine en mer du Nord.                                                 |
| U-60  | AG Weser, Brême | 1914              | 5 juillet 1916  | novembre 1916   | Remis à la Grande-Bretagne en 1918.                                                               |
| U-61  | AG Weser, Brême | 1914              | 22 juillet 1916 | décembre 1916   | Coulé le 26 mars 1918 près de Waterford (Irlande), par le HMS PC.51.                              |
| U-62  | AG Weser, Brême | 1914              | 2 août 1916     | décembre 1916   | Remis à la Grande-Bretagne en 1918.                                                               |
| U-99  | AG Weser, Brême | 1916              | 27 janvier 1917 | mars 1917       | Coulé le 7 juillet 1917 en mer du Nord par le sous-marin britannique HMS J2.                      |
| U-100 | AG Weser, Brême | 1916              | 25 février 1917 | avril 1917      | Remis à la Grande-Bretagne en 1918.                                                               |
| U-101 | AG Weser, Brême | 1916              | 1er avril 1917  | mai 1917        | Remis à la Grande-Bretagne en 1918.                                                               |
| U-102 | AG Weser, Brême | 1916              | 12 mai 1917     | juin 1917       | Perdu en septembre 1918 dans la mer du Nord, probablement détruit par une mine.                   |
| U-103 | AG Weser, Brême | 1916              | 9 juin 1917     | juillet 1917    | Éperonné et coulé dans la Manche le 12 mai 1918 par le paquebot RMS Olympic.                      |
| U-104 | AG Weser, Brême | 1916              | 3 juillet 1917  | août 1917       | Coulé le 25 avril 1918 dans l’océan Atlantique par le sloop britannique HMS Jessamine.            |

## Service
Les sous-marins ont été utilisés au combat pendant la Première Guerre mondiale, et sept d’entre eux ont été perdus en service.